# Нарасінгамурті
Нарасінгамурті (д/н — 1270) — 5-й магараджа держави Сінгасарі в 1250—1270 роках.

## Життєпис
Онук магараджі Кен Ангрока від його дружини Кен Дедес. Син Махіси Вунга Теленга. При народженні звався Махіса Чампака. 1250 року об'єднався з троюрідним зведеним братом Ранггавуні, що спирався на стару аристократію, проти магараджі Панджі Тохджаї. Внаслідок запеклих боїв столиці заколотники здобули перемогу. Магардажу було повалено, той невдовзі помер в селищі Катанг Лумбанг (на півночі Східної Яви).
За цим Махіса Чампака, що прийняв тронне ім'я Нарасінгамурті, розділив владу з Ранггавуні, який став зватися Вішнувардхана. У написі Мула Малурунг Нарасінгамурті названо Нараджаєю. Згідно хроніки «Параратон» їх відносини були подібні до дружби двох отруйних змій в одній норі. Натомість поема «Нагаракретагамі» розповідає, що вони панували як боги Вішну та Індра.
Поступово перевагу здобув Вішнувардхана, насамперед завдяки шлюбу з кедірійською знаттю. 1254 року останній оголосив свого малолітнього сина Кертанагара спадкоємцем трону, незважаючи на те, що у Нарасінгамурті теж був син Лембу Тал. Останній отримав титул д'яха.
Спільним з Вішнувардханою була підтримка храмів шиваїстів та буддистів. Храмові землі було зроблено незалежними від світських феодалів, скасовано для них низку податків і мит. Також законом регламентувалися відносини духовенства із залежними селянами, які працювали на їх землях.
1266 року, ймовірно після смерті Лембу Тала, визнав небіжа Кертанагару спадкоємцем усієї Сінгасарі. 1268 року після смерті Вішнувардхани став одноосібним магараджею. Помер Нарасінгамурті 1270 року. Йому спадкував Кертанагара.